# Journal of Physical Organic Chemistry
Das Journal of Physical Organic Chemistry (abgekürzt 	J. Phys. Org. Chem.) ist eine wissenschaftliche Fachzeitschrift, die seit 1988 monatlich im Peer-Review-Verfahren bei John Wiley & Sons erscheint. Die Zeitschrift behandelt Themen aus dem Bereich der Physikalischen Organischen Chemie. Veröffentlicht werden Beiträge über den Zusammenhang von Molekülstruktur und chemischer Reaktivität in organischen Systemen. Der Impact Factor der Zeitschrift lag 2024 bei 1,8. Chefredakteur ist Rik Tykwinski von der University of Alberta.